# Reefat Bin-Sattar
Reefat Bin-Sattar, beng. রিফাত বিন সাত্তার (ur. 25 lipca 1974 w Bargunie) – banglijski szachista, trzeci arcymistrz w historii Bangladeszu (tytuł otrzymał w 2006 roku).

## Kariera szachowa
Do ścisłej czołówki szachistów Bangladeszu należy od pierwszych lat 90. XX wieku. Pierwszy tytuł indywidualnego mistrza kraju zdobył w 1991 r., kolejne w latach 1992, 1993, 1995, 2000 i 2003. Wielokrotnie reprezentował bangladesz w turniejach drużynowych, m.in.: ośmiokrotnie na olimpiadach szachowych (w latach 1994, 1996, 1998, 2000, 2002, 2004, 2006, 2012) oraz  na drużynowych mistrzostwach Azji (w roku 1991).
Jeden z pierwszych międzynarodowych sukcesów odniósł w 1992 r., dzieląc IV m. (za Aleksiejem Kuźminem, Niazem Murshedem i Jewgienijem Wasiukowem, wspólnie z m.in. Edhi Handoko) w otwartym turnieju w Doha. W 1995 r. zajął IV m. (za Michałem Krasenkowem, Markiem Hebdenem i Grigorijem Serperem) w Dhace, natomiast w 2001 r. podzielił V m. (za Ralfem Akessonem, Stellanem Brynellem, Josephem Gallagherem i Einarem Gauselem, wspólnie z Marisem Krakopsem i Leifem Erlendem Johannessenem) w turnieju Troll Masters w Gausdal. Kolejne sukcesy odniósł w 2002 r.: zajął II m. (za Leifem Erlendem Johannessenem) oraz podzielił II m. (za Draženem Sermkiem, wspólnie z Leifem Erlendem Johannessenem i Dibyendu Baruą), w obu przypadkach w Dhace. W 2003 r. zajął IV m. (za Surya Gangulym, Pentala Harikrishną i Abhijitem Kunte) w turnieju strefowym (eliminacji mistrzostw świata) oraz zwyciężył w kolejnym międzynarodowym turnieju w Dhace. W 2005 r. wypełnił trzecią normę arcymistrzowską, dzieląc II m. (za Surya Gangulym, wspólnie z Enamulem Hossainem, Saidali Juldaczewem i Aleksandrem Fominychem) w openie w Dhace. W 2007 r. w tym samym mieście ponownie podzielił II m. (za Ehsanem Ghaemem Maghamim, wspólnie z Nguyễn Anh Dũngiem).
Najwyższy ranking w dotychczasowej karierze osiągnął 1 lipca 2005 r., z wynikiem 2492 punktów zajmował wówczas 3. miejsce (za Ziaurem Rahmanem i Igorsem Rausisem) wśród banglijskich szachistów.